# Jocs Olímpics d'Hivern de 1998
Els Jocs Olímpics d'Hivern de 1998, oficialment anomenats XVIII Jocs Olímpics d'Hivern, es van celebrar a la ciutat de Nagano (Japó) entre els dies 7 i 22 de febrer de 1998. Hi participaren un total de 2.176 esportistes (1.389 homes i 787 dones) de 72 comitès nacionals que competiren en 7 esports i 72 especialitats.
Aquests foren els tercers Jocs Olímpics disputats al Japó després dels Jocs Olímpics d'Estiu de 1964 realitzats a Tòquio i dels Jocs Olímpics d'Hivern de 1972 realitzats a Sapporo.

## Ciutats candidates
En la 97a Sessió del Comitè Olímpic Internacional (COI) realitzada a Birmingham (Regne Unit) el 15 de juny de 1991 s'escollí la ciutat de Nagano com a seu dels Jocs Olímpics d'hivern de 1998 per davant de:
| Jocs Olímpics d'hivern de 1998 | Jocs Olímpics d'hivern de 1998 | Jocs Olímpics d'hivern de 1998 | Jocs Olímpics d'hivern de 1998 | Jocs Olímpics d'hivern de 1998 | Jocs Olímpics d'hivern de 1998 | Jocs Olímpics d'hivern de 1998 | Jocs Olímpics d'hivern de 1998 |
| ------------------------------ | ------------------------------ | ------------------------------ | ------------------------------ | ------------------------------ | ------------------------------ | ------------------------------ | ------------------------------ |
| Ciutat                         | País                           | 1a Ronda                       | 2a Ronda                       | 3a Ronda                       | 4a Ronda                       | 5a Ronda                       |                                |
| Nagano                         | Japó                           | 21                             | -                              | 30                             | 36                             | 46                             |                                |
| Salt Lake City                 | Estats Units                   | 15                             | 59                             | 27                             | 29                             | 42                             |                                |
| Östersund                      | Suècia                         | 18                             | -                              | 25                             | 23                             | -                              |                                |
| Jaca                           | Espanya                        | 19                             | -                              | 5                              | -                              | -                              |                                |
| Aosta                          | Itàlia                         | 15                             | 29                             | -                              | -                              | -                              |                                |

## Comitès participants
En aquests Jocs Olímpics participaren un total de 2.176 competidors, entre ells 1.389 homes i 787 dones, de 72 comitès nacionals diferents.
En aquests Jocs van participar per primera vegada Azerbaidjan, Kenya, Macedònia, Uruguai i Veneçuela; retornaren Corea del Nord, Índia, Iran, Irlanda i Iugoslàvia; i deixaren de participar Fidji, Mèxic, Samoa Americana, San Marino i el Senegal.
| - Alemanya (125) - Andorra (3) - Argentina (2) - Armènia (7) - Austràlia (23) - Àustria (96) - Azerbaidjan (4) - Bèlgica (1) - Bermudes (1) - Belarús (59) - Bòsnia i Hercegovina (8) - Brasil (1) - Bulgària (19) - Canadà (144) - Corea del Nord (8) - Corea del Sud (37) - Croàcia (6) - Dinamarca (12) |  | - Eslovàquia (37) - Eslovènia (34) - Espanya (12) - Estats Units (186) - Estònia (2) - Finlàndia (85) - França (106) - Grècia (13) - Geòrgia (4) - Hongria (17) - Illes Verges Americanes (7) - Índia (1) - Iran (1) - Irlanda (6) - Islàndia (7) - Israel (3) - Itàlia (112) - Iugoslàvia (2) |  | - Jamaica (6) - Japó (156) - Kazakhstan (60) - Kenya (1) - Kirguizstan (1) - Letònia (29) - Liechtenstein (8) - Lituània (7) - Luxemburg (1) - Macau (3) - Moldàvia (2) - Mònaco (4) - Mongòlia (3) - Noruega (76) - Nova Zelanda (8) - Països Baixos (22) - Polònia (39) - Portugal (2) |  | - Puerto Rico (6) - Regne Unit (34) - Txèquia (6) - Romania (16) - Rússia (122) - Sud-àfrica (2) - Suècia (99) - Suïssa (69) - Trinitat i Tobago (2) - Turquia (1) - Ucraïna (56) - Uruguai (1) - Uzbekistan (4) - Xile (3) - R.P. de la Xina (55) - Xina Taipei (7) - Xipre (1) - Veneçuela (1) |

## Esports disputats
Un total de 7 esports foren disputats en aquests Jocs Olímpics, realitzant-se un total de 72 proves. En aquesta edició tornà a la competició oficial el cúrling i participà per primera vegada el surf de neu. Així mateix no hi hagué esports de demostració.

## Seus
Hakuba

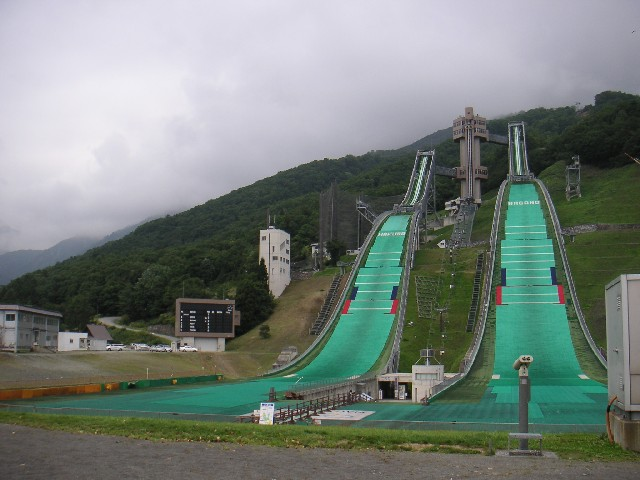
Estadi de salts Hakuba.

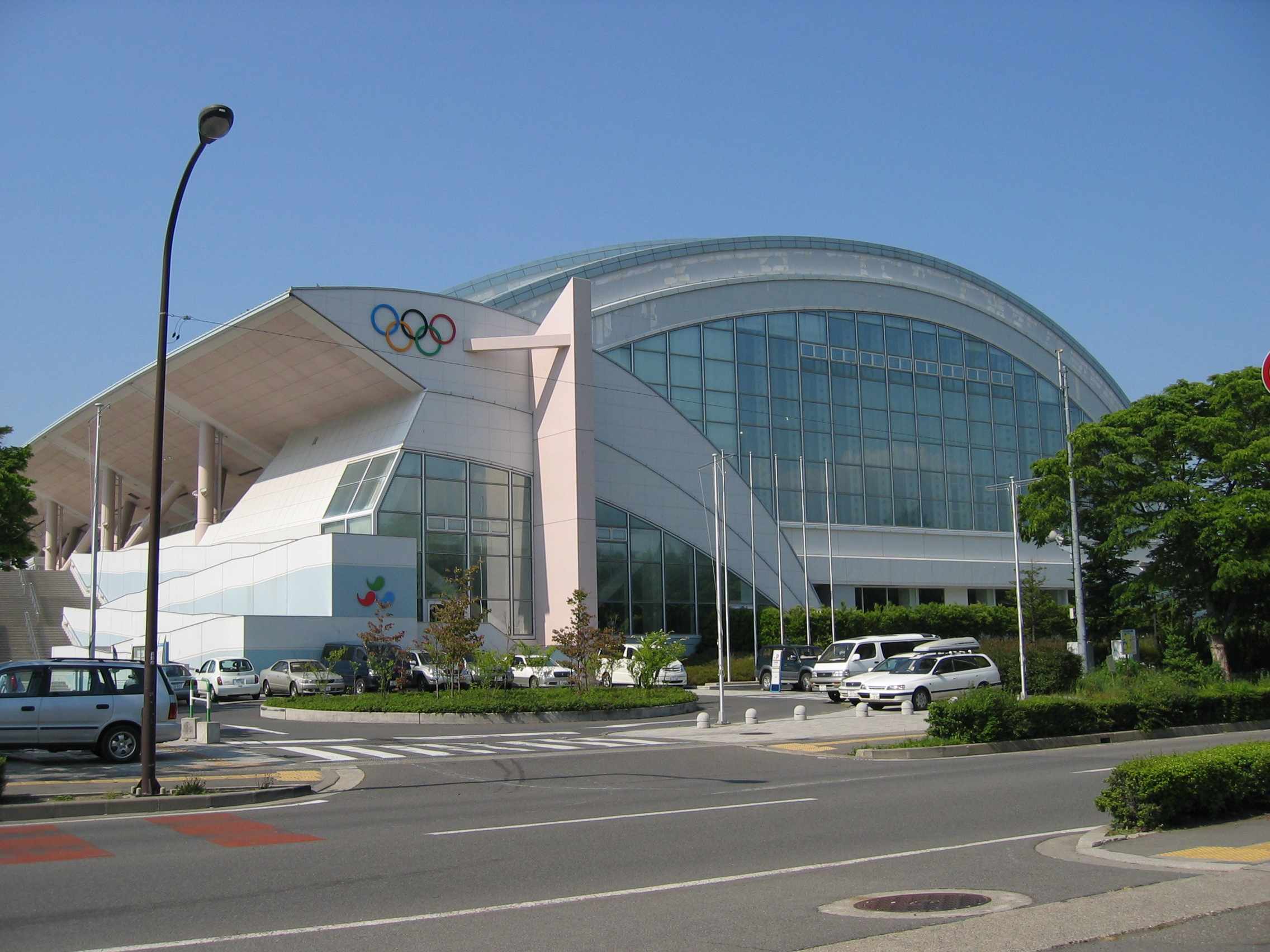
Aqua Wing Arena.

- Estadi de salts Hakuba: salt amb esquís
- Happo'one Resort: esquí alpí (descens i Super Gegant)
- Snow Harp: esquí de fons

Iizuna
- Iizuna Kogen Resort: esquí acrobàtic
- The Spiral: bobsleigh i luge

Karuizawa
- Kazakoshi Park Arena: cúrling

Nagano
- Estadi Olímpic de Nagano: cerimònies d'obertura i clausura
- Aqua Wing Arena: hoquei sobre gel
- Big Hat: hoquei sobre gel
- M-Wave: patinatge de velocitat sobre gel
- White Ring: patinatge artístic sobre gel i patinatge de velocitat en pista curta

Nozawaonsen:
- Nozawa Onsen Resort: biatló

Yamanouchi
- Mt. Yakebitai, Shiga Kogen Resort: surf de neu i esquí alpí (eslàlom i eslàlom gegant)
- Kanbayashi Sports Park: surt de neu (migtub)

## Fets destacats
- En aquesta edició dels jocs debutà el surf de neu com a esport olímpic, i el cúrling tornà a la competició oficial[2] després dels Jocs Olímpics d'Hivern de 1924 realitzats a Chamonix (França). Així mateix s'introduí la modalitat femenina de l'hoquei sobre gel.
- L'esquiador de fons noruec Bjørn Dæhlie guanyà tres medalles d'or, convertint-se en el primer atleta en uns Jocs Olímpics d'hivern en guanyar vuit medalles d'or i dotze medalles al llarg de la seva carrera. L'esquiadora de fons russa Larissa Lazútina fou la gran vencedora dels Jocs en aconseguir guanyar 5 medalles.
- La nord-americana Tara Lipinski, de 15 anys, va superar Michelle Kwan en la final femenina de patinatge artístic sobre gel, convertir-se en el campió més jove d'un esdeveniment individual a la història dels Jocs Olímpics d'Hivern.
- L'esquiador austríac Hermann Maier va aconseguir sobreposar-se de la seva caiguda en la prova de descens, aconseguint posteriorment la medalla d'or en les proves de Super Gegant i Eslàlom Gegant.
- La República Txeca, contra tot pronòstic, s'emportà la final masculina d'hoquei sobre gel.
- En aquests Jocs es produí un fet inèdit: la ciutat de Karuizawa es convertí en l'única ciutat seu de dos proves olímpiques en uns Jocs Olímpics d'estiu i d'hivern. En la celebració dels Jocs Olímpics d'Estiu de 1964 realitzats a Tòquio fou seu de les proves hípiques i en aquesta edició fou seu de les proves de cúrling.

## Medaller

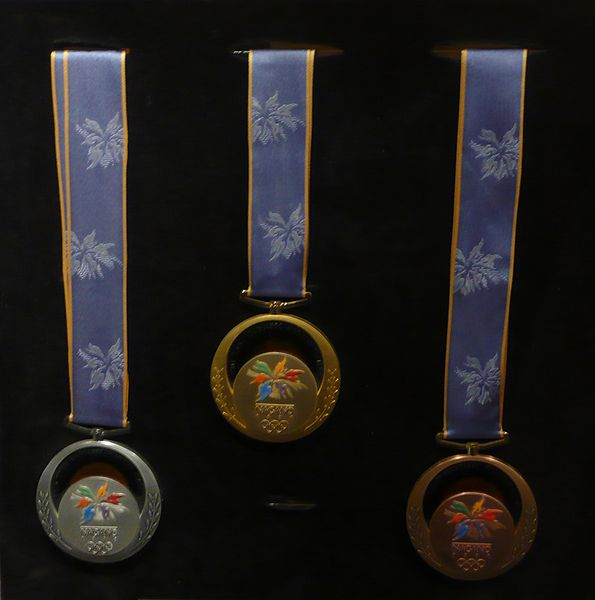
Medalles atorgades a Nagano.

Deu comitès amb més medalles en els Jocs Olímpics de 1998. País amfitrió ressaltat.
| Jocs Olímpics d'hivern de 1998 | Jocs Olímpics d'hivern de 1998 | Jocs Olímpics d'hivern de 1998 | Jocs Olímpics d'hivern de 1998 | Jocs Olímpics d'hivern de 1998 | Anells Olímpics |
| Posició                        | CON                            | Or                             | Plata                          | Bronze                         | Total           |
| 1                              | Alemanya                       | 12                             | 9                              | 8                              | 29              |
| 2                              | Noruega                        | 10                             | 10                             | 5                              | 25              |
| 3                              | Rússia                         | 9                              | 6                              | 3                              | 18              |
| 4                              | Canadà                         | 6                              | 5                              | 4                              | 15              |
| 5                              | Estats Units                   | 6                              | 3                              | 4                              | 13              |
| 6                              | Països Baixos                  | 5                              | 4                              | 2                              | 11              |
| 7                              | Japó                           | 5                              | 1                              | 4                              | 10              |
| 8                              | Àustria                        | 3                              | 5                              | 9                              | 17              |
| 9                              | Corea del Sud                  | 3                              | 1                              | 2                              | 6               |
| 10                             | Itàlia                         | 2                              | 6                              | 2                              | 10              |

### Medallistes més guardonats
Categoria masculina
| Nom              | CON           | Disciplina             | Or | Plata | Bronze | Total |
| Bjørn Dæhlie     | Noruega       | Esquí de fons          | 3  | 1     | 0      | 4     |
| Kazuyoshi Funaki | Japó          | Salt amb esquís        | 2  | 1     | 0      | 3     |
| Mika Myllylä     | Finlàndia     | Esquí de fons          | 1  | 0     | 2      | 3     |
| Rintje Ritsma    | Països Baixos | Patinatge de velocitat | 0  | 1     | 2      | 3     |
| Thomas Alsgaard  | Noruega       | Esquí de fons          | 2  | 0     | 0      | 2     |
| Bjarte Engen Vik | Noruega       | Combinada nòrdica      | 2  | 0     | 0      | 2     |
| Hermann Maier    | Àustria       | Esquí alpí             | 2  | 0     | 0      | 2     |

Categoria femenina
| Nom              | CON           | Disciplina                            | Or | Plata | Bronze | Total |
| Larissa Lazútina | Rússia        | Esquí de fons                         | 3  | 1     | 1      | 5     |
| Olga Danílova    | Rússia        | Esquí de fons                         | 2  | 1     | 0      | 3     |
| Chun Lee-Kyung   | Corea del Sud | Patinatge de velocitat en pista curta | 2  | 0     | 1      | 3     |
| Katja Seizinger  | Alemanya      | Esquí alpí                            | 2  | 0     | 1      | 3     |
| Gunda Niemann    | Alemanya      | Patinatge de velocitat                | 1  | 2     | 0      | 3     |
| Uschi Disl       | Alemanya      | Biatló                                | 1  | 1     | 1      | 3     |